# Anders Colsefni
Andrew Rouw Colsefni (15 de abril de 1972) es un músico estadounidense, vocalista y cofundador, junto a Shawn Crahan, de la banda de metal alternativo Slipknot. En 1996, después de haber lanzado el álbum Mate.Feed.Kill.Repeat, su puesto de cantante había sido reemplazado por Corey Taylor, ocupándose Anders de la segunda percusión y los coros.
En septiembre de 1997, Anders se retiraría de Slipknot para formar Painface. Ese mismo año, Anders sería reemplazado por Greg "Cuddles" Welts en la percusión.
A diferencia de sus compañeros, Anders Colsefni nunca llevó máscara, sino una cinta aislante alrededor de su cara, además de pintadas de guerra por su cuerpo, y una falda de pieles. Según Anders la falda era para dar un pequeño contraste. Solamente usaba esto en ocasiones muy especiales.

## Discografía
Con Slipknot
- Mate.Feed.Kill.Repeat (1996)

Con Painface
- Fleshcraft (1997)
- On A Pale Horse EP (2000)
- Skullcrusher EP (2013)

Con Anders Colsefni feat. Kaosis
- Mate.Feed.Kill.Repeat (Re-recorded) (2024)